# Elisabeth Völkenrath
Elisabeth Volkenrath (Świerzawa, Alemania; 5 de septiembre de 1919 - Hamelín, 13 de diciembre de 1945) fue una supervisora de las SS nazi. 
Estuvo destacada en varios campos de concentración del Tercer Reich durante el Holocausto en la Segunda Guerra Mundial. 

## Biografía
Volkenrath entrenó bajo la supervisión de Dorothea Binz en el Campo de concentración de Ravensbrück, y en 1943 fue asignada al Campo de concentración de Auschwitz como SS Aufseherin. 
Tomó parte activa en las selecciones y abusos contra los prisioneros. En noviembre de 1944 fue promovida a SS Oberaufseherin y ordenó al menos tres ahorcamientos. Posteriormente fue transferida al campo de concentración de Bergen-Belsen como Supervisora de las celadoras.
En abril de 1945, fue arrestada por el Ejército Británico y enviada a prisión. 
Fue finalmente llevada al Juicio de Bergen-Belsen junto a Joseph Kramer, Irma Grese y otros guardias Nazis, siendo sentenciada a muerte por ahorcamiento y ejecutada el 13 de diciembre de 1945, en la población de Hamelin siendo el verdugo Albert Pierrepoint.